# Быстрый бегун
«Быстрый бегун» (англ. Atanarjuat: The Fast Runner) — художественный фильм канадского режиссёра Захариаса Кунука, снятый по сценарию Пола Апака Ангирлика в 2001 году.
Фильм является экранизацией мифа канадских эскимосов и первым фильмом, снятым режиссёром-эскимосом, причём полностью на эскимосском языке.

## Сюжет
На бескрайних северных просторах в Иглулике живут обыденной жизнью несколько семей канадских эскимосов. Скромная и ласковая Атуат была с малых лет помолвлена с Оки, сыном вождя Саури, но её сердце было отдано ловкому охотнику Атанарджуату. Злой и эгоистичный Оки всячески пытался вызвать ссору со своим соперником, он выказывал открытое пренебрежение и неприязнь к Атанарджуату и его брату.
На одном из праздников он предложил решить силой, кто из юношей будет обладать Атуат. В поединке победил Атанарджуат, немедленно объявивший о своей женитьбе на Атуат. Оки, по настоянию отца, вынужден был уступить, но ждал подходящего случая отомстить удачливому недругу.
После рождения сына у Атуат всё свободное время уходило на ребёнка, и по общему согласию Атанарджуат привёл вторую жену — красавицу Пуйю, сестру Оки. Та повела себя вызывающе, перекладывая всю трудную работу на чужие плечи, а вскоре была поймана на попытке соблазнить Амакджуака, брата Атанарджуата. Атанарджуат выгнал прелюбодейку. Вернувшись к отцу, Пуйя переложила вину на семью охотников, и Оки получил шанс расправиться со своим врагом. Подкараулив момент, когда братья спали после тяжёлой охоты, он с помощниками напал на них. Амакджуак был мгновенно убит, но Атанарджуату удалось бежать. Абсолютно голый, он скрылся от своих преследователей, уверенных, что у того нет шансов выжить в суровой арктической тундре.
Спасением для охотника стала случайно найденная стоянка пожилой четы, давно ведущей уединённую жизнь, причём глава стоянки Кулиталик оказался братом Паникпак, бабушки Оки и Пуйи. Они выходили беглеца и вместе с ним отправились на стоянку Саури. За время отсутствия Атанарджуата Оки, домогаясь взаимности Атуат, изнасиловал её и убил своего отца Саури, пытавшегося образумить блудного сына. Теперь Оки стал вождём на своей стоянке. 
Атанарджуат построил иглу и заманил своих врагов в хитроумную ловушку, но в итоге даровал им жизнь, не желая плодить насилие. Мать убитого вождя Саури, бабушка Оки и Пуйи Паникпак, вместе с братом проводят обряд изгнания злого духа. После этого Паникпак требует, чтобы преступники во главе с Оки навсегда покинули их стоянку.

## В ролях
- Натар Унгалаак — Атанарджуат
- Сильвия Ивалу — Атуат
- Питер-Генри Арнатсиак — Оки
- Люси Тулугариюк — Пуйя
- Пакак Иннуксук — Амакджуак
- Нееве Ирнгаут — Улуриаг, жена Амакджуака
- Юджин Ипкарнак — Саури
- Мадлен Ивалу — Паникпак, мать Саури
- Паулузи Кулиталик — Кулиталик, брат Паникпак

## Музыка
Помимо оригинальной музыки, написанной специально для фильма, в саундтек картины вошли композиции тувинского ансамбля горлового пения «Хуун-Хуур-Ту» с диска Fly, Fly My Sadness, причём сами исполнители не знали о том, что их музыка будет использована.

## Призы и награды
Фильм получил большое количество наград и номинаций на различных кинофестивалях, включая «Золотую камеру» Каннского кинофестиваля 2001 года за лучший дебютный полнометражный фильм.